# Tellervo leonora
Tellervo leonora är en fjärilsart som beskrevs av Butler 1866. Tellervo leonora ingår i släktet Tellervo och familjen praktfjärilar. Inga underarter finns listade i Catalogue of Life.